# زمین‌لرزه ۱:۵۴ روز ۶ مارس ۱۹۸۷ اکوادور
زمین‌لرزه اکوادور  در تاریخ ۶ مارس ۱۹۸۷ میلادی، برابر با ‎۱۵ اسفند ۱۳۶۵، ساعت ۱:۵۴:۵۰ به زمان یوتی‌سی در اکوادور رخ داد. ژرفای این زلزله ۱۲ کیلومتر بود، و بزرگی آن ۶٫۴ در مقیاس Mw اعلام شده‌است. زمین‌لرزه به وقت محلی در روز پنج‌شنبه، ساعت ۲۰ روی داده و منطقه زمانی آن یوتی‌سی -۵ بوده‌است .
سازمان زمین‌شناسی آمریکا نیز رومرکز این زمین‌لرزه را در مختصات ۰°۰۲′۵۳″شمالی ۷۷°۳۹′۱۱″غربی / ۰٫۰۴۸°شمالی ۷۷٫۶۵۳°غربی و ژرفای آنرا در ۱۴ کیلومتر گزارش کرده‌است. بزرگی برگزیدهٔ این سازمان از میان بزرگیهای محاسبه‌شدهٔ مختلف ۶٫۲ در مقیاس MS بوده و از دید اثر، در میان چهار دسته‌بندی «نامحسوس»، «محسوس»، «زیان‌آور» یا «با تلفات»، زلزله را «زیان‌آور» اعلام کرده‌است.
پروژهٔ «تنسور گشتاور مرکزوار» زاویه‌های (راستا، شیب، ریک) گسل سازندهٔ زمین‌لرزه و صفحه عمود بر آنرا (°۱۹۸، °۲۰، °۱۱۸) یا (°۳۴۸، °۷۳، °۸۱) و نوع گسل را «معکوس» فرارسانده‌است.